# Jeune homme à barbe blonde

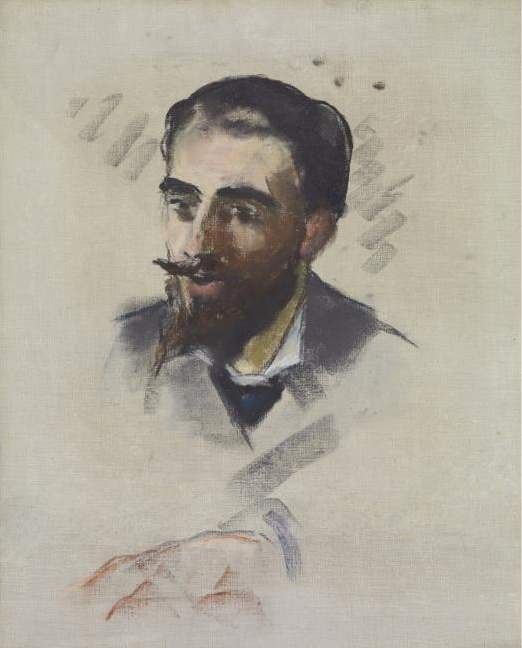
Jeune homme à barbe blonde
Édouard Manet, um 1881
56 × 46 cm
Pastell auf Leinwand
Privatsammlung

Jeune homme à barbe blonde ist ein um 1881 entstandenes Pastellbildnis auf Leinwand des französischen Malers Édouard Manet. Es zeigt den Kopf eines unbekannten junge Mannes mit blondem Bart. Das 56 × 46 cm große Bild gehört zu den wenigen Männerporträts, die Manet in seinen letzten Lebensjahren schuf. Es befindet sich heute in einer Privatsammlung.

## Bildbeschreibung
Das Bild zeigt ausschnitthaft im Büstenformat den Kopf eines jungen Mannes, den er mit nur wenigen Kreidestrichen skizziert hat. Der zum linken Bildrand gedrehte Kopf lässt das Gesicht im Halbprofil erkennen. Seine Augen blicken nicht zum Bildbetrachter, sondern fixieren einen Punkt links außerhalb der Leinwand. Durch die geöffneten Lippen, die den lebhaften Charakter des Porträtierten unterstreichen, kann der Eindruck entstehen, er sei in einem Gespräch dargestellt.  Markant ist sein brauner Vollbart mit den zu Spitzen gezwirbelten Enden. Während die linke Gesichtshälfte des Porträtierten im Schattenbereich liegt und sehr dunkel gehalten ist, weisen seine rechte Hälfte und die Stirn einen eher blassen Teint auf. Über der freien Stirn ist das Haupthaar zu einer gescheitelten Kurzhaarfrisur gekämmt. Besonders auffallend sind die breiten Augenbrauen über den dunklen Augen. 
Nur wenig ist von der Bekleidung zu sehen. Manet hat ein weißes Hemd mit blauem Binder und darüber ein blaugrauer Anzug nur am Hals ausgeführt. Am unteren Bildrand könnten weitere Kreidestriche eventuell die Hände des jungen Mannes skizzieren. Mehrere breite Striche links und rechts neben dem Kopf sowie einzelne Punkte über dem Porträtierten deuten einen Hintergrund an, ohne das eine Raumsituation erahnt werden kann. In weiten Bereichen des Bildes ist die grundierte Leinwand leer geblieben. Das Bild ist weder signiert noch datiert.

## Das Porträt eines Unbekannten
Die Identität des dargestellten jungen Mannes ist nicht bekannt. Manet hat üblicherweise keine Auftragsarbeiten angenommen und insbesondere seine als Pastell ausgeführten Männerbildnisse der letzten Jahre zeigen meist Porträts von Freunden und Bekannten. So finden sich in dieser Reihe Bildnisse von Louis Gauthier–Lathuille, dem Sohn eines befreundeten Restaurantbesitzers, von den Schriftstellern René Maizeroy und George Moore, von den Komponisten Ernest Cabaner (Jean de Cabanès) und Emmanuel Chabrier, von Manets Arzt Dr. Materne und von den Malern Alphonse Maureau, Constantin Guys und Julien de La Rochenoire.
Die Kunsthistorikerin Sandra Orienti stellte die Vermutung auf, der Porträtierte im Bild Jeune homme à barbe blonde könnte möglicherweise Manets Arzt Dr. Materne sein. Der Vergleich mit dem Bildnis des Dr. Materne (Musée d’Orsay) zeigt jedoch eine mangelnde Ähnlichkeit zwischen den Porträts, insbesondere bei der Art des Bartes. Ähnlichkeiten im Sujet und der Ausführung gibt es bei einem weiteren Pastellbildnis eines unbekannten jungen Mannes aus Manets Hand. Das Bild Blonder Mann (Fogg Art Museum) zeigt aber deutlich einen anderen Mann als das Pastell Jeune homme à barbe blonde, wie es an den sehr viel helleren Haaren zu erkennen ist. In diese Reihe der Männerporträts in Manets Spätwerk gehört auch das Bildnis Jean de Cabanès (Musée d’Orsay). Dessen Gesichtszüge, vor allem aber Barttracht und Augenbrauen, weisen Übereinstimmungen mit dem Dargestellten in Jeune homme à barbe blonde auf, geben aber keinen Hinweis auf dessen Identität, sondern können auch zufällige Ähnlichkeiten sein. Wie sehr Manet seine Freude daran hatte, den wilden Bartwuchs seiner Zeitgenossen in seinen Bildern darzustellen und dabei auch den Charakter seiner Freunde zu unterstreichen zeigen zwei weitere Porträts des Malers. Im Bildnis George Moore (Metropolitan Museum of Art) ist der irische Dichter ebenfalls als junger Mann dargestellt. Es ist aber insgesamt sehr viel weiter ausgeführt als das Bild Jeune homme à barbe blonde. Nicht nur junge Männer, sondern auch das ausdrucksstarke Gesicht eines älteren Mannes, hat Manet als Bildthema gereizt. Hiervon zeugt das Bildnis Constantin Guys (Privatsammlung), bei dem der Malerkollege mit weißem Vollbart zu sehen ist.

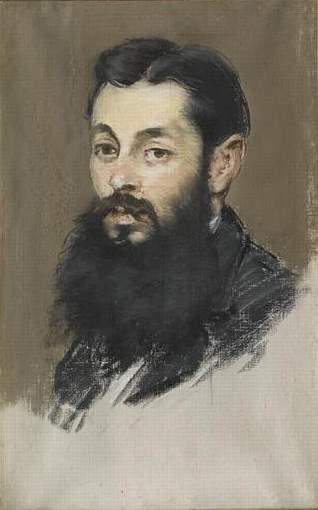
Édouard Manet: Doktor Materne, um 1880
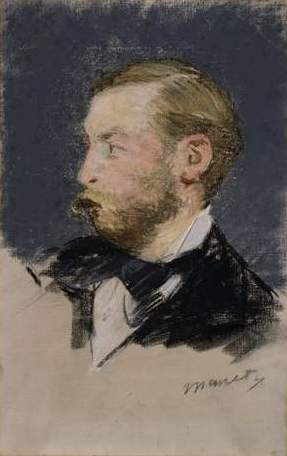
Édouard Manet: Blonder Mann, um 1880
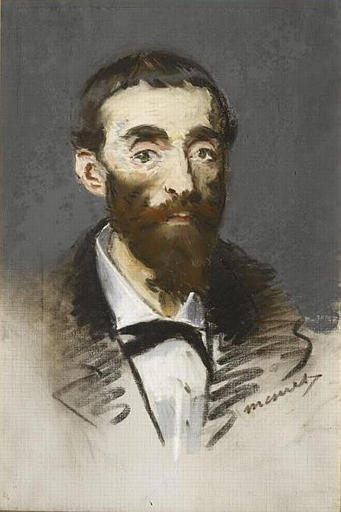
Édouard Manet: Bildnis Jean de Cabanès (Ernest Cabaner), um 1880
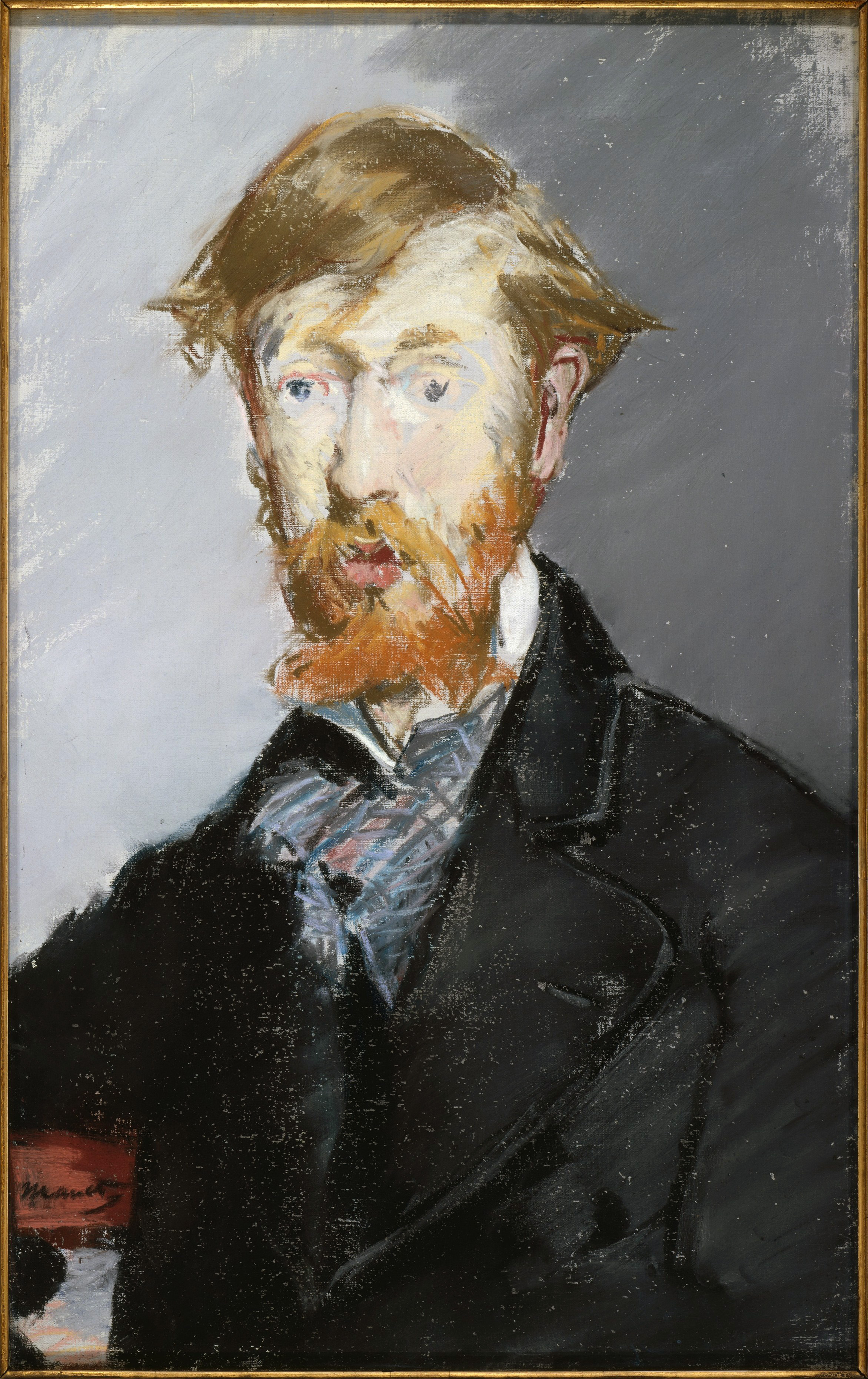
Édouard Manet: Bildnis George Moore, 1879
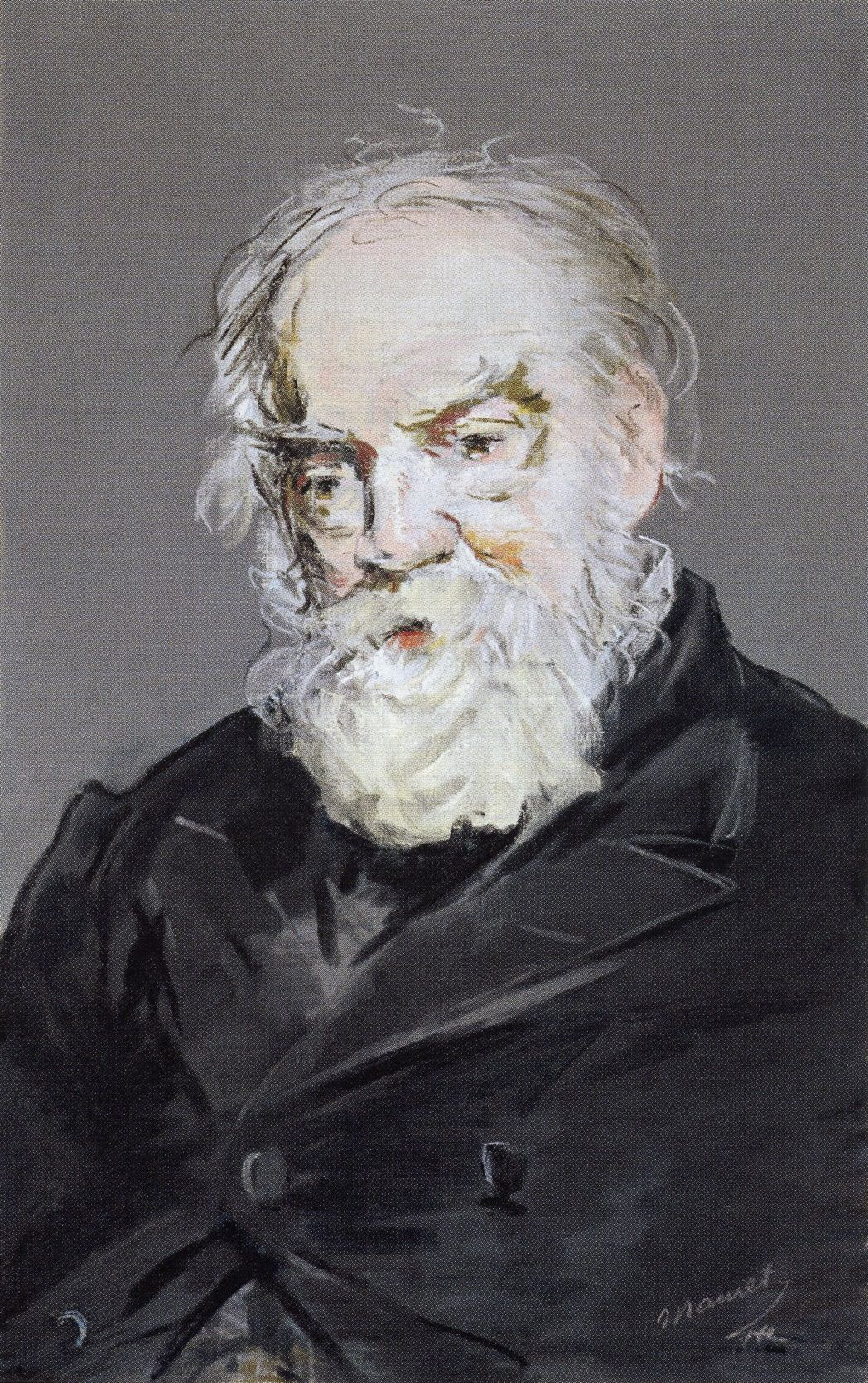
Édouard Manet: Bildnis Constantin Guys, 1879

## Provenienz
Das Bild befand sich beim Tode Manets 1883 in seinem Atelier. Bei der testamentarisch verfügten Auktion seines Nachlasses am 4. und 5. Februar 1884 im Pariser Auktionshaus Hôtel Drouot ersteigerte es der Sammler M. de la Narde für 150 Francs. Anschließend gelangte es in die Sammlung von Manets Bruder Eugène Manet und dessen Frau Berthe Morisot, deren Tochter Julie Manet-Rouart es später erbte. Nachdem die Familie Rouart das Bild verkauft hatte, wurde es erst von der James Goodman Gallery in New York und danach von der Galerie Nichido in Tokio angeboten. Danach befand es sich einige Zeit in einer namentlich nicht bekannten Privatsammlung in Japan. Am 3. November 2010 kam es in der New Yorker Filiale des Auktionshauses Sotheby’s zur Versteigerung und ging für 494.500 US-Dollar an einen unbekannten Käufer. Am 7. November 2013 wurde das Bild im selben Auktionshaus erneut angeboten, fand aber bei einem Schätzpreis von 350.000–550.000 US-Dollar keinen Interessenten. Am 3. Juni 2015 kam es in Frankreich auf den Kunstmarkt und wurde in der Pariser Filiale von Sotheby’s für 183.000 Euro an einen nicht genannten Käufer veräußert.